# Колвас (озеро)
Колвас — озеро на территории Ребольского сельского поселения Муезерского района Республики Карелия.

## Общие сведения
Площадь озера — 7,3 км², площадь водосборного бассейна — 426 км². Располагается на высоте 185,1 метров над уровнем моря.
Форма озера лопастная, продолговатая: вытянуто с северо-запада на юго-восток. Берега изрезанные, каменисто-песчаные.
В северо-западную оконечность Колваса втекает река Ожма, которая, беря начало из озера Эльмут, протекая озеро Ожма и принимая воды из озера Большое Мазъярви, впадает в озеро Колвас.
С южной стороны в Колвас также впадает река без названия, несущая воды озёр Верхнее, Печче и Виччаярви, Палаярви, Кожуль, а также реки Шалимъярви.
Из Колваса вытекает река Колвас, впадающая в Лексозеро, откуда через реки Сулу и Лендерку воды в итоге попадают в Балтийское море.
В озере расположены шесть безымянных островов различной площади.
Вдоль северо-восточного берега озера, на котором располагается деревня Колвасозеро, проходит дорога местного значения.
Код объекта в государственном водном реестре — 01050000111102000010304.